# Обуховский район
Обу́ховский райо́н (укр. Обу́хівський райо́н) — административная единица в центре и юго-восточной части Киевской области Украины. Расположен на правом берегу реки Днепр. Осью территории района является автомобильная трасса Киев—Донецк, между 30-м и 60-м километром которой расположились земли района.
Административный центр — город Обухов.

## География

### Расположение
Район граничит на севере — с городом Киевом, на западе — с Фастовским, на юге — с Белоцерковским, на востоке (по акватории Каневского водохранилища) — с Бориспольским районами Киевской области.

### Гидрография
Основные реки — Днепр, Стугна, Красная и другие.

## История

### История АТД территории и АТЕ Обуховский район
История административно-территориального деления на территории современного Обуховского района и административно-территориальной единицы Обуховский район.
Из всех населенных пунктов района первые сведения возникают о Витачове в середине X века в трудах византийского императора Константина Багрянородного.
Первое упоминание о райцентре городе Обухове (тогда г. Лукавица) датируется 1362 годом. В период казацкого самоуправления (Гетманщины) Обухов был сотенным городком Киевского полка (с 1649 года). В 1834 году Обухов получил статус местечка Киевского уезда Киевской губернии, а в 1866 — становится волостным центром. Небольшая часть территории района с селом Деремезна (на западе района) относилась не к Киевскому, а к Васильковскому уезду Киевской губернии.
Административно-территориальная единица с названием Обуховский район была впервые образована 7 марта 1923 года, после упразднения уездно-волостного деления; в ходе серии укрупнений и разукрупнений районов Киевской области сформировались нынешние границы Обуховского района..
В 1923 году на месте 7 уездов Киевской губернии образованы 7 округов, новосозданный Обуховский район — один из 25 районов Киевского округа. В 1925 году Киевская губерния была упразднена. Обуховский район существовал с 1923 по 30 декабря 1962, когда в результате укрупнения районов он, вместе с Кагарлыкским, Ржищевским, Старченковским (совр. Мироновским) районами, образовал новый Кагарлыкский район. В январе 1965 года из Кагарлыкского района выделен Мироновский район, а 8 декабря 1966 года восстановлен Обуховский район с центром в городе Обухове.
В нынешних границах район существует с  1966 г.
Решением Верховной Рады Украины от 10 июля 2010 года райцентр город Обухов был отнесён к категории городов областного подчинения, и вместе с 2 селами исключён из состава Обуховского района, с сохранением функций райцентра за городом Обуховым.

### История территории Обуховского района
Территория Обуховского района известна, в первую очередь, благодаря селу Триполье (ранее местечку, а ещё ранее городу с названием Треполь).
Археологические находки периода энеолита, получившие название Трипольской культуры по месту их первого обнаружения, принадлежат раннеземледельческим племенам, расселившимся в 4-м тысячелетии до н. э. по лесостепной зоне из Прикарпатья на восток. Трипольская культура ввиду обширного ареала её распространения имела локальные варианты (один из которых на территории Румынии называется культурой Кукутени). Обуховский район не является центром или территорией наибольшего развития Трипольской культуры, но лишь местом открытия её.
Основой хозяйственной жизни трипольских племён было земледелие и скотоводство, значительную роль играли также охота и рыболовство. Из ремесел были развиты гончарство, производство орудий производства для сельского хозяйства, ткачества, деревообработки, плетения, выделки шкур; металлургия меди развивалась на привозном балканском сырье. Основными сельскохозяйственными культурами были пшеница и ячмень.
Город Триполь (Треполь) впервые упоминается в летописях под 1093 годом; сюда бежал Святополк, побежденный половцами. В древнерусские времена Триполь — крупная пристань на пути «из варяг в греки», в XII веке существовали князья Трипольские (например, в 1193 князем Триполья становится Мстислав Мстиславович Удалой). В польско-казацкий период Триполье не теряет своего значения, и неоднократно становится целью повстанческих казацко-крестьянских отрядов: в 1592 году город занимают отряды Криштофа Косинского, в 1595 — Северина Наливайко.
По Андрусовскому договору 1667 года город Триполье (вместе с Киевом и Васильковом) перешёл от Польши во владение России. Бахчисарайский мирный договор 1681 года (между Османской Империей, владевшей в этот период Правобережной Украиной, и Россией) оставил города Киев, Васильков и Триполье за Россией. С присоединением Правобережной Украины в ходе второго раздела Речи Посполитой в 1793 была сформирована Киевская губерния в новых границах, а территория современного Обуховского района (за исключением нескольких сел на западе) вошла в Киевский уезд.
В XIX веке Триполье и Обухов — местечки Киевской губернии. В Триполье 5542 жителя (конец века), 3 православных церкви, народное училище и школа грамоты; 6 водяных и множество ветряных мельниц, развитое кустарное шелководство, 4 ярмарки, чугунолитейный, механический и лесопильный заводы, значительная грузовая пристань на Днепре. В Обухове 5200 жителей и 4 православных церкви.
Такие населённые пункты как Триполье и Витачев известны со времен Киевской Руси, Обухов — с XV века; Украинка же — молодой промышленный город.
Гражданская война 1917—1920 годов отметилась на Обуховских землях трагическим Трипольским походом киевских комсомольцев (1919), в ходе которого сводный советский отряд из Киева был уничтожен отрядом атамана Зелёного (Данило Терпилло). Обеим сторонам столкновения установлены памятники: атаману Зелёному на территории исторического музея в Триполье, погибшим комсомольцам — на высоком берегу Днепра.
Великая Отечественная война вступила на территорию Обуховского района 30 июля 1941 года. Накануне освобождения — в конце июня 1943 года войска СС уничтожили в урочище Розкопаная близ Триполья несколько сотен мирных жителей района. Сейчас на месте трагедии стоит обелиск с мемориальной доской. 8 ноября 1943 года Обухов был освобождён от немецко-фашистской оккупации частями 38-й армии I Украинского фронта.
Определяющим в послевоенной истории развития района стал 1956 год, когда на его территории началось строительство автотрассы Киев-Днепропетровск. Строительство Трипольской ГРЭС (районной электрической станции) создало базу для индустриализации района. Основное развитие Обуховско-Украинского промышленного узла началось во второй половине 70-х — начале 80-х годов, когда в эксплуатацию был введён целый ряд предприятий.
17 июля 2020 года в результате административно-территориальной реформы район был укрупнён, в его состав вошли территории:
- Обуховского района,
- Кагарлыкского района,
- Мироновского района,
- Богуславского района (кроме Медвинской сельской общины, включённой в Белоцерковский район),
- частично Киево-Святошинского района (Федосеевская сельская община с селом Ходосовка),
- а также городов областного значения Обухов, Васильков и Ржищев.

## Население
Численность населения района в укрупнённых границах — 229,8 тыс. человек.
Численность населения района в границах до 17 июля 2020 года по состоянию на 1 января 2020 года — 35 278 человек, из них городского населения — 19 596 человек, сельского — 15 682 человека.

## Административное устройство
Район в укрупнённых границах с 17 июля 2020 года делится на 9 территориальных общин (громад), в том числе 7 городских, 1 поселковую и 1 сельскую общину (в скобках — их административные центры):
- Городские:
  - Обуховская городская община (город Обухов),
  - Богуславская городская община (город Богуслав),
  - Васильковская городская община (город Васильков),
  - Кагарлыкская городская община (город Кагарлык),
  - Мироновская городская община (город Мироновка),
  - Ржищевская городская община[укр.] (город Ржищев),
  - Украинская городская община (город Украинка);
- Поселковые:
  - Козинская поселковая община (пгт Козин),;
- Сельские:
  - Федосеевская сельская община (село Ходосовка).

### История деления района
Количество местных советов (в старых границах района до 17 июля 2020 года):
- городских — 1 (горсовет Украинки)
- поселковых — 1 (поселковый совет Козина)
- сельских — 22

Количество населённых пунктов (в старых границах района до 17 июля 2020 года):
- городов районного значения — 1
- посёлков городского типа — 1
- сёл — 41[6]

Список согласно подчинённости советам (в старых границах района до 17 июля 2020 года)
Список населённых пунктов (в старых границах района до 17 июля 2020 года), упорядоченный по алфавиту, находится внизу страницы
| - Обуховский городской совет (исключён из состава района решением от 10.07.2010) город Обухов село Ленды село Таценки - Украинский городской совет город Украинка село Плюты - Козинский поселковый совет пгт Козин - Великодмитровицкий сельский совет село Великие Дмитровичи село Малые Дмитровичи - Веремьецкий сельский совет село Веремье - Витачовский сельский совет село Витачов - Германовский сельский совет село Германовка - Григоровский сельский совет село Григоровка село Гусачёвка село Матяшевка - Деревянский сельский совет село Деревяна - Деремезнянский сельский совет село Деремезна - Долинский сельский совет село Долина село Макаровка - Жуковцевский сельский совет село Жуковцы - Копачовский сельский совет село Копачов село Застугна село Шевченково - Красненский Первый сельский совет село Красное Первое село Козиевка | - Краснослободский сельский совет село Красная Слободка село Безымянное - Малоольшанский сельский совет село Малая Ольшанка село Степок - Нещеровский сельский совет село Нещеров - Перегоновский сельский совет село Перегоновка - Першотравенский сельский совет село Перше Травня - Подгорцевский сельский совет село Подгорцы село Креничи село Романков - Семёновский сельский совет село Семёновка село Кули - Старобезрадичевский сельский совет село Старые Безрадичи село Берёзовое село Капустяная село Конюша село Новые Безрадичи село Паращина село Тарасовка - Трипольский сельский совет село Триполье - Халепьенский сельский совет село Халепье - Щербановский сельский совет село Щербановка |

Крупнейшие НП и сельсоветы (в старых границах района до 17 июля 2020 года)
Крупнейший город Обуховского района — Украинка (население о переписи 2001 года — 13978 человек), следующие по населению НП: пгт Козин (3331 чел.), с. Триполье (3001 чел.), с. Григоровка (1769 чел.), с. Германовка (1667), с. Красная Слободка (1576 чел.); остальные 37 сёл имеют население менее 1 тысячи человек.
Сёл с населением менее 100 человек — 10; самое маленькое — Конюша Старобезрадичевского сельсовета имеет население 5 человек.
Крупнейшие сельсоветы — Григоровский (Григоровка, Гусачёвка, Матишевка — 3017 человек) и Трипольский (состоит из 1 села — 3001 человек); самые маленькие — Щербановский, Веремьяцкий и Перегоновский (каждый меньше 400 человек).

## Транспорт
Через район проходит автодорога национального значения Н-01 Киев — Знаменка (называемая на сайте районной госадминистрации трассой Киев-Донецк: в Знаменке (Кировоградской области) начинается автодорога М-04 Знаменка-Днепропетровск-Донецк-Луганск-пропускной пункт Изварино-на Волгоград). Трасса регионального значения Р-01 Киев-Обухов, с ответвлением на Плюты-Украинку составляет ещё одну транспортную ось меридионального пролегания, субширотные региональная трасса Р-19 (Фастов-Васильков-Обухов-Украинка-Ржищев-Канев) и территориальные автодороги T-1006 (Глеваха-Креничи-Подгорцы-трасса H-01) и Т-1033 (южная дорога Украинка-Обухов) завершают рисунок транспортной сети района. Автодороги H-01 и Р-01 носят наименования Новообуховское и Старообуховское шоссе соответственно, по советской схеме дорожной нумерации Старообуховское шоссе носило номер P-12, а Новообуховское М-04.

## Известные люди
В районе в селе Красная Слободка работал Кабанец, Иван Фёдорович — Герой Социалистического Труда.